# عملية دير إبزيع
عملية دير إبزيع أو هجوم رام الله أو حادث إطلاق النار عند مفترق برساه هو هجوم نفذه مقاوم فلسطيني من فوق ربوة قرب مستوطنة دولف، غرب رام الله بالضفة الغربية، في 22 مارس 2024. وأسفر عن مقتل جندي إسرائيلي وإصابة 6 آخرين فضلاً عن مقتل المهاجم بعد مطاردة طويلة بصاروخ من مروحية أباتشي. يأتي الهجوم ضمن سلسلة من الهجمات المتزايدة مع تصاعد العمليات الإسرائيلية في غزة وسط دعوات من حركة حماس لفلسطينيي الضفة لشن هجمات ضد أهداف إسرائيلية.

## الهجوم
وقع الهجوم في حوالي الساعة 5:15 من صباح الجمعة، عندما أطلق مسلح فلسطيني النار على حافلة إسرائيلية صغيرة على مفترق برساه بين مستوطنتي دولف وتلمون في مجلس ماتي بنيامين الإقليمي. لم يتسبب إطلاق النار في أي إصابات لكنه أدى إلى أضرار لحقت بالحافلة وسيارة إسعاف مدرعة هرعت إلى موقع الحادث، وكان الاستنتاج الأولي أن عبوة ناسفة أصابت الحافلة إلا أنه بعد معاينة الحافلة تبين أنها أصيبت بطلقات نارية، لتبدأ عملية مطاردة مثيرة للمسلح الذي تمتع بقدرات عسكرية كبيرة.
انسحب المسلح باتجاه ربوة عالية تغطيها الشجيرات وأشجار الزيتون على بعد أمتار من موقع الهجوم وأعد أربع مواقع قنص مموهة بعناية، حيث كان يسعى إلى استدراج القوات الإسرائيلية، وكَمَن في انتظار مطاردوه مسلحاً ببندقية قنص طراز سبرينغفيلد مزودة بمنظار للرؤية بجانب 70 - 80 رصاصة عيار 7.62 استعداداً لمعركة طويلة. وعندما وصلت القوات الإسرائيلية لم تدرك في البداية أن المهاجم مسلح ببندقية قنص. وبدأ قائد كتيبة رام "668" من لواء البحث والإنقاذ بالقيادة الداخلية تمشيط المنطقة مع نائب قائد سرية، لكن كلاهما أُصيب في غضون دقائق. ليصل العقيد ناتانيال شامكا قائد لواء إفرايم إلى موقع الهجوم وأدرك الفخ الذي وقع فيه الجنود الإسرائيليون، حينما تذكر حادث مماثل في 2002 قُتل فيه 10 إسرائيليين. لذا استُدعيت وحدة دوفدفان التي تشغل المسيرات وأجلى العقيد شامكا الجرحى وطوقت القوات الإسرائيلية المنطقة بنقاط التفتيش وفرضت طوقاً على المكان لقطع الطريق أمام المسلح لكي لا يتمكن من الفرار.
استمرت عملية المطاردة نحو خمس ساعات، حيث لجأت كتيبة نيسان "636" خلالها إلى الاستعانة بالمسيرات الانتحارية لتحديد موقع المُسلح وتحييده وقد انفجرت ثلاثة بالقرب منه، لكنها لم تتمكن من إصابته نظراً لقدرته على التخفي بجانب الضباب الذي كان عاملاً آخراً في صعوبة تحديد مكانه. خلال ذلك سقطت إحدى المسيرات بعد نفاذ بطاريتها فيما أشارت مصادر إلى أن المُسلح أطلق عليها النار فأسقطها، كذلك فشلت وحدة دوفدفان في القضاء عليه من الأعلى بسبب حُسن تمويهه. وعندما كررت الوحدة هجومها وأصبحت على بعد 8 أمتار منه، أطلق المُسلح النار على أحد أفرادها وهو الرقيب أول إيلي دافيد غارفينكل والذي أصيب برصاصة في رأسه وأجلاه زملائه من التلة وانسحبوا، وقد أُعلن عن وفاته لاحقاً في مستشفى بلينسون.
وفي الساعة 9:57 استُخدمت مروحية أباتشي قتالية، وذلك للمرة الأولى منذ الانتفاضة الثانية والتي أطلقت النار باتجاه المسلح لإجباره على الخروج لكنه كان يحمي نفسه جيداً خلف الصخور وعندما انقشع الضباب ووضحت الرؤية، أطلقت المروحية صاروخاً باتجاهه مما تسبب بمقتله في نهاية المطاف.
في المجمل، قُتل جندي وأصيب ستة آخرين، اثنان منهم في حالة خطيرة (بينهما قائد كتيبة رام ونائب سرية في الكتيبة)، وواحد في حالة متوسطة وثلاثة في حالة طفيفة.

## هوية المهاجم
تبين أن المُهاجم هو مجاهد بركات منصور كراجة (32 عاماً)، ضابط سابق في الحرس الرئاسي الفلسطيني منذ 10 سنوات وكان معتقلاً من قبل في السجون الإسرائيلية. فيما أعلنت كتائب شهداء الأقصى التابعة لحركة فتح مسؤوليتها عن الهجوم.

## ردود الفعل
باركت حماس الهجوم وعدته رد فعل طبيعي على الجرائم الإسرائيلية في غزة. وقد وصل رئيس الأركان الإسرائيلي هرتسي هليفي مسلحاً ببندقية هجومية وعاين موقع الهجوم مساء الجمعة.
```
وكالعادة اقتحمت القوات الإسرائيلية قرية دير إبزيع، قرية المهاجم، واعتقلت عدداً من أقاربه وسط اندلاع مواجهات مع الشبان الفلسطينيين في القرية ومسحت القوات الإسرائيلية منزل المهاجم تمهيداً لهدمه.
[
17
]
```